# کوئیناسیلین
کوئیناسیلین (انگلیسی: Quinacillin) یک آنتی‌بیوتیک پنی‌سیلینی است که می‌تواند آنزیم‌های بتا-لاکتاماز را به صورت برگشت‌پذیر غیرفعال کند. فعالیت آن علیه استافیلوکوکوس اورئوس بسیار قوی‌تر از سایر ارگانیسم‌های گرم مثبت است.